# Cantera de East Kirkton
La cantera de East Kirkton, o simplemente East Kirkton, es una antigua cantera de caliza de West Lothian, Escocia, que en la actualidad es un famoso yacimiento paleontológico. La cantera es conocida por sus fósiles terrestres y de agua dulce de hasta 341 millones de años de antigüedad, de la edad edad Viseense del subperiodo Misisípico (primera parte del periodo Carbonífero). La cantera es una depresión de unos 200 metros de largo situada en las proximidades de la ciudad de Bathgate. Geográficamente, se sitúa en las colinas de Bathgate, cerca del centro del valle de Midland, una región rica en fósiles del sureste de Escocia. En el yacimiento predominan los depósitos de toba volcánica, caliza y sílice formada en grandes lagos de agua dulce asociados a fuentes termales y al vulcanismo basáltico local (de alto contenido en hierro). Hay tres sucesiones estratigráficas expuestas: la caliza de East Kirkton (la más antigua), la lutita de Little Cliff (intermedio) y la toba de Geikie (la más reciente).
La caliza de East Kirkton, en particular, ha producido numerosos fósiles bien conservados de tetrápodos (vertebrados de cuatro extremidades) y artrópodos (invertebrados quitinosos con múltiples patas, como milpiés y arácnidos). Los paleontólogos ignoraban East Kirkton desde la década de 1840, pero el coleccionista de fósiles escocés Stan Wood consiguió hacerse con el terreno en 1985, lo que despertó un gran interés científico. Desde 1990 se describen regularmente nuevas especies de East Kirkton, y casi todas ellas no se han encontrado en ningún otro lugar. Entre los descubrimientos más destacados figuran Westlothiana (uno de los tetrápodos del Misisípico más parecidos a un reptil), Balanerpeton (un representante común de los primeros anfibios del grupo temnospóndilos) y Pulmonoscorpius (el escorpión terrestre más grande conocido). La zona de East Kirkton representa un entorno poco convencional: bosques secos y lagos ricos en minerales enclavados entre conos de ceniza volcánica. Los animales acuáticos, aunque no infrecuentes, son menos diversos que los que se encuentran en los bosques pantanosos de carbón y los sedimentos costeros predominantes en otros yacimientos fosilíferos del Carbonífero escocés. La prevalencia de organismos terrestres representa una tendencia más amplia de disminución de la dependencia de un estilo de vida anfibio durante el periodo Carbonífero.

## Historia

### Historia temprana (1825-1983)
Ya en la década de 1820 se señaló que East Kirkton era un yacimiento enigmático, relevante para amplios debates sobre la naturaleza de los procesos geológicos. A finales del siglo XVIII y principios del XIX, los petrólogos (geólogos que estudian la formación de las rocas) estaban divididos en dos bandos. Los neptunistas sostenían que la mayoría de las rocas precipitaban de aguas ricas en minerales, mientras que los plutonistas identificaban el magma como el medio a partir del cual se originaban la mayoría de las rocas. Los experimentos realizados en rocas carbonatadas (como la caliza) apoyaban las interpretaciones neptunistas de la petrología, mientras que las pruebas obtenidas en rocas silíceas (como el granito) favorecían las opiniones plutonistas. East Kirkton presentaba una contradicción: gruesas capas de carbonato (caliza) se entremezclaban con lechos silíceos (chert) más raros, lo que ponía de relieve cómo ambos tipos de roca pueden darse en estrecha sucesión.
El primer geólogo que estudió el yacimiento fue John Fleming (1825), un neptunista escocés que consideraba que tanto el carbonato como el chert procedían de aguas subterráneas calentadas. Durante las décadas de 1830 y 1840, la cantera produjo algunos fósiles interesantes de plantas del Carbonífero y euriptéridos ("escorpiones marinos", un tipo de artrópodo extinguido), aunque esto no era infrecuente en las canteras de la zona.El geólogo inglés Samuel Hibbert (1836) discutió la interpretación de Fleming, identificando la caliza como de agua dulce debido a la prevalencia de fósiles vegetales y la ausencia de fósiles marinos. Hibbert llamó la atención sobre la presencia de toba volcánica en el yacimiento y atribuyó la sílice y el carbonato a la mineralización de aguas termales.
Cuando la cantera cesó su actividad en 1844, el yacimiento quedó, en su mayor parte, olvidado como una nota geológica a pie de página. El geólogo escocés Archibald Geikie (1861) determinó que la caliza de "Kirkton" no era una sola unidad, sino dos secuencias distintas, una en la cercana cantera de West Kirkton y otra en la de East Kirkton. Apoyó la interpretación de Hibbert, considerando que las canteras de Kirkton representaban grandes lagos influidos por fuentes termales en una antigua llanura volcánica.Kirkton Este fue objeto de escasa atención en las décadas siguientes, a medida que el neptunismo disminuía en la mayoría de sus aplicaciones mientras que el plutonismo se establecía como una sólida teoría científica. Los terrenos situados al sur de la cantera se destinaron a la construcción de viviendas, mientras que la cantera quedó abandonada. La opinión predominante era que, con la excepción de algunos euriptéridos de agua dulce, el contenido fósil de Kirkton Oriental era comparativamente poco notable.Un estudio notable realizado en el siglo transcurrido desde el artículo de Geikie fue el de Muir y Walton (1957), que revisaron investigaciones anteriores y estudiaron con más detalle la textura microscópica y el origen del carbonato.

### Descubrimientos fósiles de Stan Wood (1984 - actualidad)

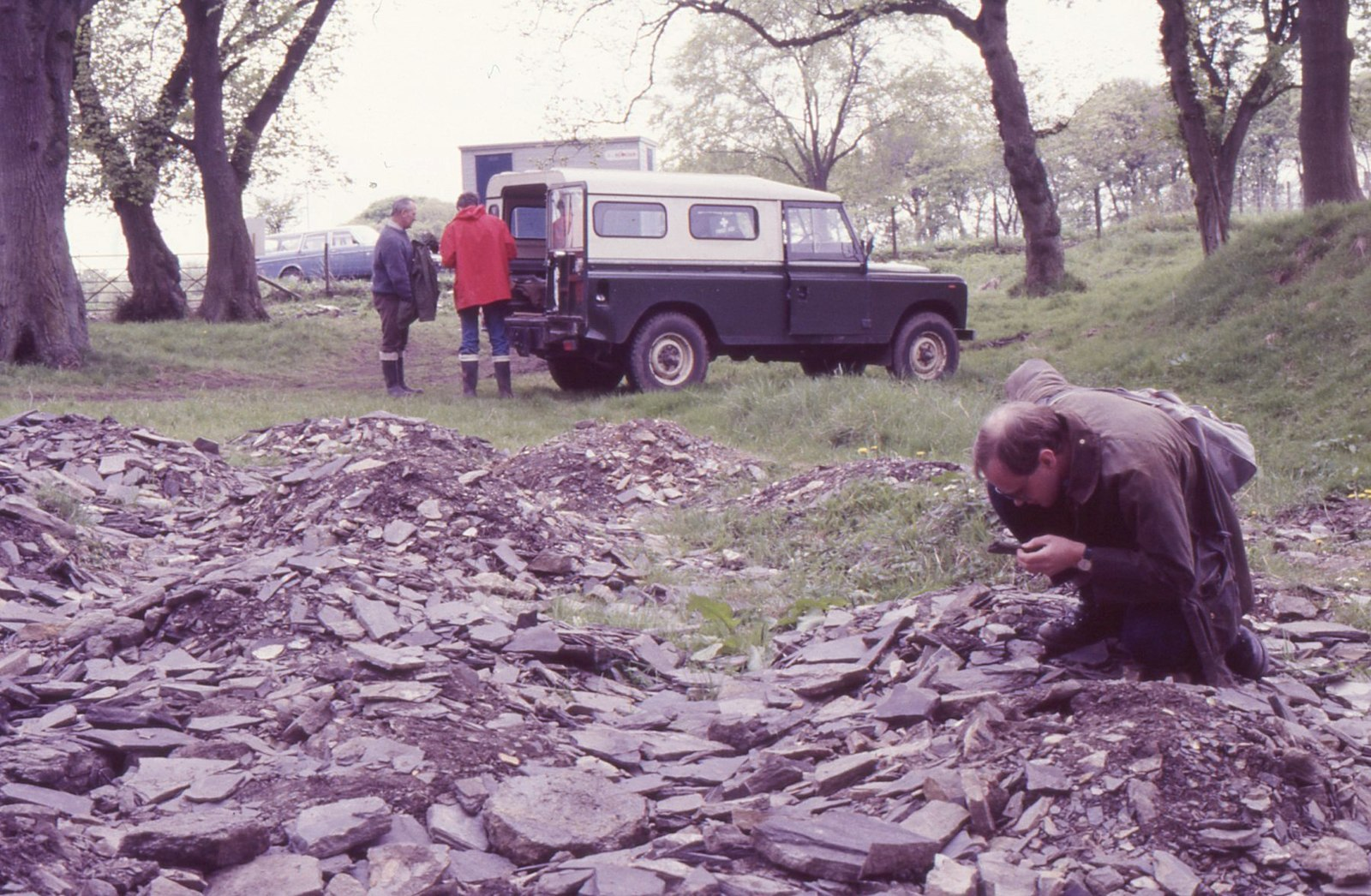
Geólogos escoceses buscan fósiles en las escombreras de East Kirkton, 1987

Las décadas de oscuridad de East Kirkton terminaron en 1984, cuando el coleccionista de fósiles escocés Stan Wood descubrió un cráneo fragmentario de tetrápodo entre las losas de caliza de la escombrera de la cantera.Según los relatos populares, se dio cuenta de la escombrera mientras arbitraba un partido de fútbol en un campo cercano. El verano siguiente, Wood compró la cantera abandonada al Consejo de Distrito de West Lothian.Wood y el paleontólogo Timothy R. Smithson, de la Universidad de Cambridge, iniciaron la recolección sistemática de fósiles de la cantera entre 1985 y 1990. Con la noticia del descubrimiento, un equipo de geólogos de los Museos Nacionales de Escocia (dirigido por W.D. Ian Rolfe) inició una investigación estratigráfica entre 1987 y 1992.
Los fósiles descubiertos por Wood incluyen una amplia muestra de artrópodos fósiles tanto terrestres como de agua dulce y anfibios primitivos de la caliza de East Kirkton. Unos años más tarde se encontró una muestra más pequeña de fósiles de peces y plantas en estratos más jóvenes. Wood y sus colegas publicaron sus hallazgos iniciales en una carta a Nature en 1985.Dos taxones notables mencionados en la carta de 1985 fueron el opilión más antiguo conocido, denominado posteriormente como Brigantibunum en 2005, y el anfibio temnospóndilo más antiguo conocido (descrito como Balanerpeton en 1993). East Kirkton es quizás más famoso por Westlothiana, un pequeño tetrápodo descubierto en 1988 e inicialmente considerado el reptil más antiguo conocido en 1989. Las excavaciones de Wood en East Kirkton, y el entonces sin nombre Westlothiana, aparecieron en el primer episodio de Lost Worlds, Vanished Lives (Mundos perdidos, vidas desaparecidas), un documental de la BBC de 1989 presentado por David Attenborough. Westlothiana ha sido reinterpretado posteriormente como un reptiliomorfo amniota basal. En otras palabras, era un anfibio estrechamente emparentado con los amniotas (el grupo de los tetrápodos adaptados a la vida terrestre, como los reptiles y los mamíferos, con huevos reforzados y piel engrosada). Gracias a su grado de exhaustividad, Westlothiana sigue figurando entre los mejores paradigmas de la transición anfibio-amniotas.
East Kirkton fue el tema principal de una conferencia organizada por la Royal Society de Edimburgo en 1992. La conferencia dio lugar a una serie de más de 20 artículos publicados en 1993-94 bajo el título Volcanism and early terrestrial biotas.Se han seguido describiendo nuevas especies a partir de las colecciones de Wood y otras expediciones hasta la actualidad.  En 2011, la paleontóloga de Cambridge Jennifer A. Clack bautizó una nueva especie de microsaurio de East Kirkton, Kirktonecta milnerae, en honor al lugar. La cantera de East Kirkton ha sido designada tanto Lugar de Geodiversidad Local (LGS) de West Lothian como Lugar de Especial Interés Científico (SSSI).

## Geología

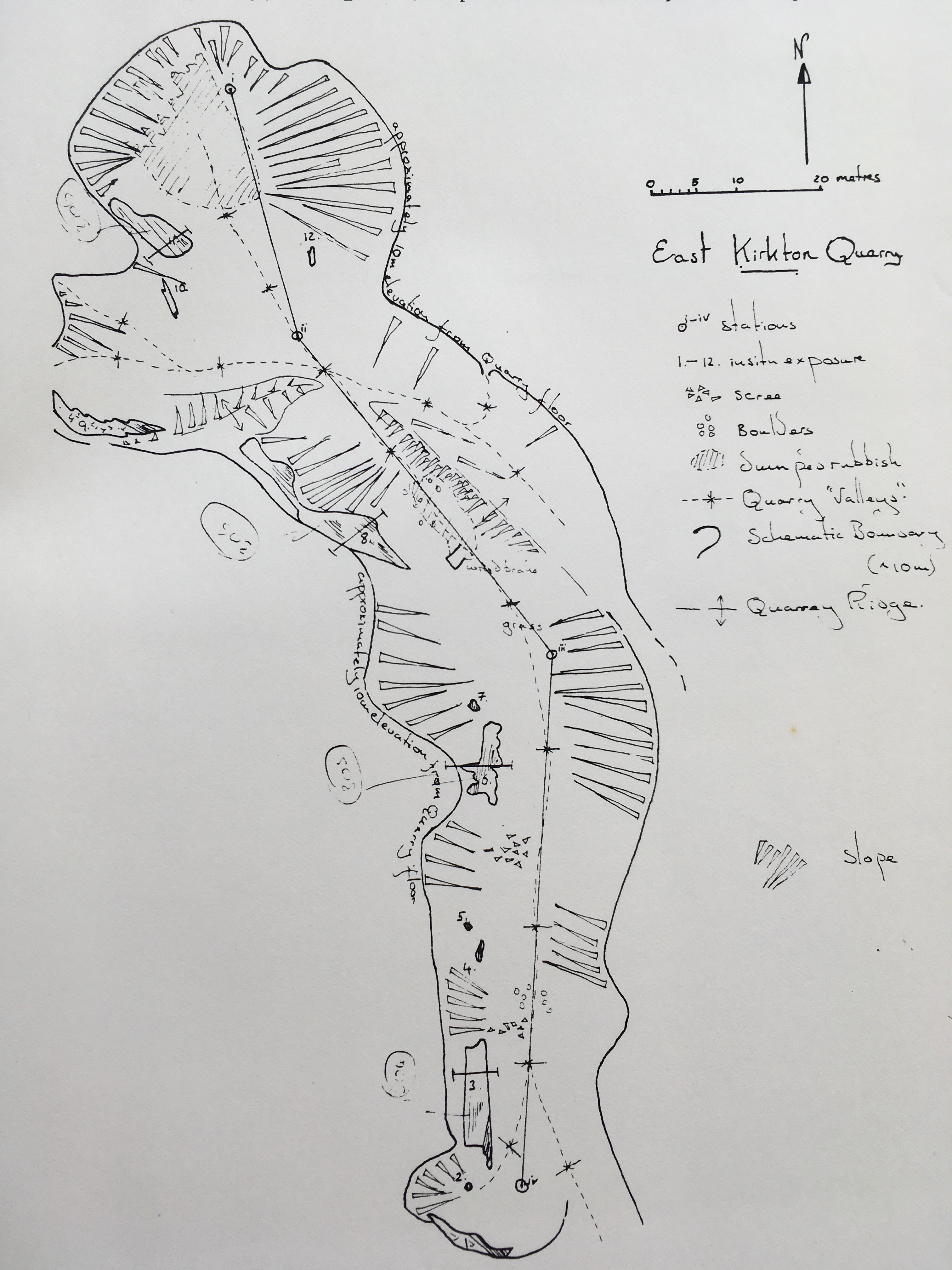
Croquis a mano alzada de la cantera de East Kirkton, agosto de 1983, mostrando los transectos de afloramiento del trabajo de campo.

La cantera de East Kirkton conserva hasta 19 m de estratos de la parte media inferior de la formación volcánica de Bathgate Hills. Es equivalente en el tiempo a las rocas de la parte superior (Miembro Hopetoun) de la Formación de Lutita Bituminosa de West Lothian, expuesta al norte de Linlithgow. Ambas formaciones forman parte del Grupo Strathclyde más amplio(denominado informalmente Grupo de Lutita Bituminosa) que se encuentra en todo el Valle Midland de Escocia.
Por comparación con estratos de lutitas bituminosas equivalentes, tradicionalmente se estimaba que el East Kirkton pertenecía al Brigantiense (subpiso superior del piso global Viseense) del subsistema Misisípico, la parte inferior del sistema Carbonífero).  En cambio, las dataciones radiométricas U-Pb y Pb-Pb de la unidad 82 sugieren una estimación más antigua, de hasta 341 ± 3 millones de años. Esto la situaría en el subpiso Holkeriense o Arundianense (Viseense temprano-medio).
East Kirkton es uno de los muchos afloramientos de caliza restringidos geográficamente que surgen en una tangente norte-sur entre Bathgate y Linlithgow.  La cercana cantera de West Kirkton es un yacimiento de caliza marina ligeramente más reciente.West Kirkton no produjo fósiles significativos, ya que había sido rellenada y remodelada cuando Stan Wood comenzó sus excavaciones en 1985.
Las rocas de East Kirkton buzan hacia la pared oeste de la cantera. Los estudios paleomagnéticos y de resistividad revelan una pequeña falla norte-sur justo al oeste de la cantera. El desplazamiento vertical de los estratos a lo largo de la falla habría sido responsable del afloramiento de sedimentos de grano fino a la superficie. La falla indica que el carácter localizado del yacimiento es consecuencia de procesos tectónicos modernos y no de una antigua deposición restringida.
En la cantera se pueden encontrar tres intervalos geológicos distintivos: la toba Geikie (la más reciente, superior), la lutita  Little Cliff (medio) y la caliza East Kirkton (la más antigua, inferior). La zona mejor expuesta es un afloramiento de 15 m de espesor en el extremo noroeste de la cantera. Aquí, los tres intervalos se subdividen en una serie de unidades poco potentes, etiquetadas del 1 al 88 desde la parte superior del afloramiento (el punto más reciente) hasta la parte inferior del afloramiento (el punto más antiguo).

### Toba de Geikie
La tobade  Geikie (unidades 1-31), como su nombre indica, está formada principalmente por toba volcanoclástica de color verde amarillento. Los fósiles, aunque abundantes en algunas capas, son limitados en cuanto a diversidad y conservación. Incluyen principalmente escamas de peces, fragmentos de plantas y conchas de ostrácodos (pequeños crustáceos bivalvos). También hay nódulos ferruginosos. La toba de Geikie tiene más de 4 m de espesor en el afloramiento principal, aunque puede alcanzar los 8 m en los sondeos exploratorios. Las secciones estratigráficas obtenidas mediante sondeos han demostrado que la toba está recubierta por basalto.
Los pseudomorfos de los cristales de olivino y plagioclasa indican que la toba es de naturaleza basáltica. Los granos volcánicos son gruesos y redondeados, ordenados en capas lenticulares discontinuas con estratificación graduada. Esto sugiere que el material volcánico no fue aportado directamente por un flujo piroclástico, una Erupción freatomagmática o una caída de cenizas. Más bien, fue arrastrado por el agua como restos de depósitos de ceniza más antiguos, asentándose bajo el agua junto con madera y otros fragmentos no volcánicos. Lo más probable es que la zona experimentara pequeñas erupciones intermitentes de conos de ceniza, que proporcionaron ceniza basáltica o lava como predecesor del material de la toba.

### Lutita de Little Cliff
La lutita de Little Cliff (unidades 21-36) es el intervalo menos potente expuesto en el yacimiento. Alcanza su mayor espesor (alrededor de 1,85 m o 6,07 pies) cerca de la mitad de la pared oeste de la cantera. Los sedimentos de la lutita de Little Cliff incluyen lutitas gris azuladas intercaladas con tobas verdosas. Los fósiles y los nódulos ferruginosos son más comunes que en la toba de Geikie, con la adición de cutículas de escorpión y una mayor diversidad de restos de plantas y peces.

### Caliza de East Kirkton

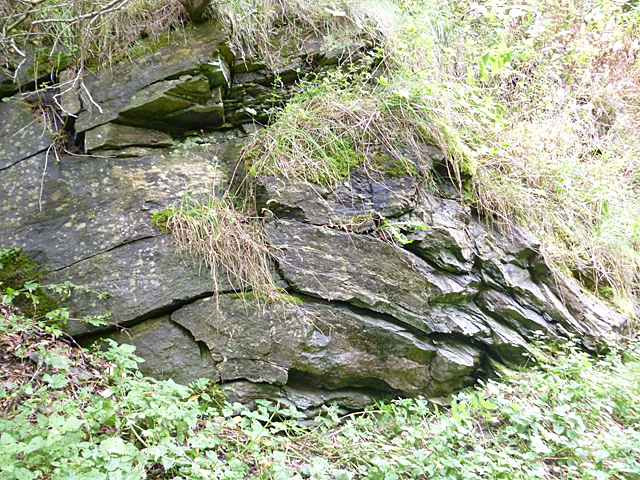
Un desprendimiento en un afloramiento de la caliza East Kirkton

La caliza de East Oriental (unidades 36-88) es, con diferencia, la secuencia más potente, más fosilífera y geológicamente más diversa de la cantera. La mayoría de las capas son calizas laminadas (de capas finas), con una textura de grano fino de esferulitas calcáreas (granos en forma de perlas). En algunas capas puede haber lutitas negras, caliza tobácea gruesa, sílice (chert y calcedonia), pirita, yeso y lechos de toba. Los fósiles de tetrápodos, artrópodos y plantas son abundantes en toda la caliza. Por el contrario, los peces están ausentes más allá de la unidad 36 y los ostrácodos se restringen principalmente a los horizontes de lutitas negras. Muchos lechos laminados están deformados o alabeados, y son frecuentes las costras estromatolíticas y los filamentos de algas. En algunas capas pueden observarse pequeños desprendimientos, que probablemente corresponden a la pendiente entre las partes superficiales y profundas del lecho de un lago. El lecho del lago probablemente carecía de oxígeno, según los marcadores geoquímicos de metales traza y la ausencia de bioturbación (alteración del sustrato por actividad  animal). Se desconoce el espesor real de la caliza, pero en el afloramiento principal están expuestos unos 9 m.
Los datos de isótopos estables ayudan a determinar el origen de minerales como la sílice y la pirita en la caliza. Las proporciones de isótopos de hidrógeno y oxígeno indican que los lechos de chert se precipitaron a partir de agua meteórica calentada a unos 60 °C (140 °F), con una pequeña cantidad de reciclaje mineral tras la deposición. Las moléculas de azufre de la pirita son bastante ligeras, lo que sugiere que la formación de cristales se debió a la actividad bacteriana. Sin embargo, la pirita también era lo suficientemente pesada como para implicar un suministro constante de azufre-34, probablemente procedente de yacimientos de yeso más antiguos calentados por la actividad magmática.Tanto el sílice como la pirita apoyan las interpretaciones históricas de una influencia hidrotermal en la caliza de Kirkton Oriental. Otra hipótesis, basada en las tendencias isotópicas del estroncio, es que el calor y las aguas subterráneas alcalinas son subproductos de reacciones químicas entre minerales de toba y moléculas de dióxido de carbono que se filtran a través del agua meteórica (como la lluvia). Los análisis geoquímicos apoyan una combinación de influencias hidrotermales, volcánicas, detríticas y marinas en la geología del yacimiento.
Contrariamente a sugerencias anteriores, es probable que los minerales calcáreos de la caliza de East Kirkton (en su mayoría calcita) no tengan un origen directamente hidrotermal.No obstante, East Kirkton es un modelo útil para la formación de calizas de agua dulce ricas en esferulitas en entornos volcánicos. La mayoría de las calizas con esferulitos dependen de una elevada proporción de partículas de arcilla, pero la arcilla sólo constituye una pequeña parte de la caliza de East Kirkton. La interpretación predominante es que la formación de esferulitas en East Kirkton sigue una compleja vía de mineralización.
En la secuencia reconstruida de formación de esferulitos, los lagos de agua dulce reciben altas concentraciones de minerales alcalinos disueltos y ácidos microbianos. Estas condiciones favorecen la precipitación de calcita fibrosa, que se acumula en filamentos de materia orgánica como algas o cianobacterias en la parte poco profunda de un lago. La calcita fibrosa actúa como base de bolas irradiantes de calcita botroidal (grumosa). Incluso una vez que las algas mueren y se asientan, la calcita sigue apilándose formando costras y cúpulas en el lecho del lago. Las fluctuantes concentraciones de minerales provocan una constante corrosión y reprecipitación de la calcita. La acción de las olas rompe las costras de calcita en granos más pequeños, que son arrastrados periódicamente a las partes más profundas del lago. Este aporte periódico de granos de esferulita es responsable del aspecto laminado de la caliza, que alterna entre bandas microscópicas de arcilla oscura y material orgánico y bandas más gruesas (aunque aún estrechas) de calcita.La diagénesis (calor y presión subterráneos) fractura y calienta la calcita tras la deposición, introduciendo huecos y una mayor reprecipitación dentro de los moldes de los filamentos de algas.

## Paleoambiente

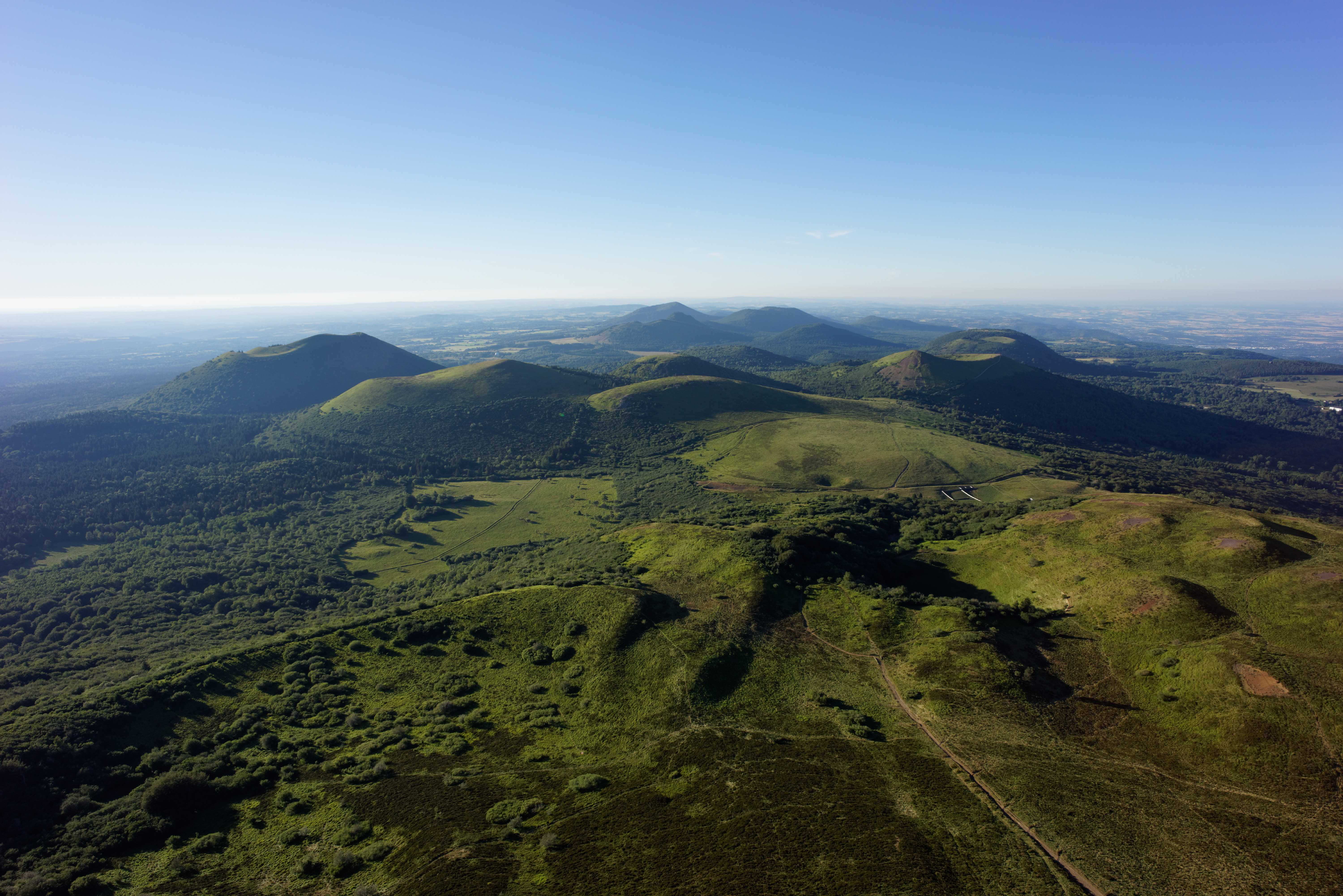
Chaîne des Puys en Francia, un campo volcánico comparable al entorno original de la cantera de East Kirkton

Durante el Misisípico, el valle de Midland habría sido una zona de rift subtropical de tierras bajas. Las fallas y los flujos de lava enfriada habrían contribuido al paisaje desviando ríos y embalsando lagos, al igual que la progradación de sistemas deltaicos más al este. Algunos de los lagos podrían haber rellenado cráteres volcánicos, formando lagos de cráter bajo (también conocidos como maares). La mayoría de los volcanes eran pequeños pero numerosos, destacando las erupciones basálticas y freáticas junto con las fuentes termales. Los entornos equivalentes modernos incluyen el sistema de volcanes alrededor del Canal de Mozambique y la Chaîne des Puys en Francia.
Hacia el norte y el este había un gran lago o sistema estuarino conocido por los geólogos como lago Cadell. Fue el responsable de la deposición de la mayor parte de los sedimentos que componen la formación de lutitas bituminosas de West Lothian. Al oeste de East Kirkton había una extensión de tierras altas volcánicas secas. Estas tierras altas, conocidas formalmente como meseta de Clyde, carecían por completo de cualquier forma de deposición caliza. La caliza de East Kirkton se depositó en un momento y lugar en la intersección entre estos dos entornos, cuando la meseta seca en expansión empezó a desplazar al lago salobre, permitiendo el desarrollo de un ecosistema ribereño en la zona de Bathgate.
En el Viseense East Kirkton estaba situada cerca del ecuador. El clima era cálido y semiárido, volviéndose gradualmente más húmedo a medida que avanzaba el Carbonífero. Las precipitaciones eran lo suficientemente frecuentes como para sustentar bosques y ecosistemas lacustres, pero lo suficientemente infrecuentes como para disuadir a los bosques de carbón y permitir la precipitación de yeso. Las condiciones más húmedas de la toba de Geikie pueden corresponder a la expansión de un lago más grande en la zona de East Kirkton. El chert y la pirita, junto con los fósiles vegetales permineralizados, pueden indicar que durante la deposición de la caliza de East Kirkton prevalecían las aguas termales.

## Paleobiota y paleoecología

### Tetrápodos
Todos los fósiles de tetrápodos de East Kirkton se han conservado en los sedimentos acuáticos de la caliza de Kirkton Oriental. La mayoría de los fósiles proceden de losas de caliza esferulítica laminada (unidades 70 e inferiores), aunque los especímenes mejor conservados proceden de una fina capa de lutitas negras (unidad 82). Los fósiles de peces no aparecen junto a los fósiles de tetrápodos, lo que sugiere que los tetrápodos vivían en o alrededor de masas de agua menos profundas que las que sustentaban a los peces de agua dulce locales.
Las especies de tetrápodos de East Kirkton son todas endémicas, aunque algunos grupos más amplios (dendrerpetóntidos, aistopodos, "antracosáuridos", etc.) pueden encontrarse en otros lugares del Carbonífero. En particular, están ausentes los adelogirínidos, Crassigyrinus, Doragnathus y lisorofios, todos los cuales se consideran totalmente acuáticos. La ausencia de lisorofios podría explicarse por la edad de East Kirkton, que es mucho más antigua que los miembros acuáticos conocidos del grupo. Los verdaderos amniotas también están ausentes, y sólo se ha descubierto un fósil de microsaurio. La rareza de los microsaurios puede deberse a factores geográficos más que ambientales, ya que se conocen pocos fósiles del grupo en otros yacimientos británicos. En general, East Kirkton tiene un carácter más terrestre que otros yacimientos fosilíferos escoceses, aunque sin duda también habitaron la zona algunas especies acuáticas o semiacuáticas.
| Género / Taxón | Especie           | Estrato                | Material                                                               | Notas | Imágenes |
| -------------- | ----------------- | ---------------------- | ---------------------------------------------------------------------- | --- | -------- |
| Balanerpeton   | B. woodi          | Caliza de East Kirkton | Más de 30 especímenes, incluyendo cráneos y esqueletos casi completos. | Un temnospóndilo terrestre de tamaño mediano similar al Dendrerpeton. |          |
| Eldeceeon      | E. rolfei         | Caliza de East Kirkton | Cuatro esqueletos parciales, dos de los cuales están casi completos.   | Un "antracosaurio"de tamaño mediano con extremidades posteriores proporcionalmente grandes y hábitos terrestres propuestos.Inicialmente identificado como una forma sin nombre similar al "Eoherpeton". |          |
| Embolomeri     | Indefinido        | Caliza de East Kirkton | Fragmentos de cráneo (pterigoideo, cuadratoyugal, mandíbula inferior)  | Un gran embolomero indeterminado con una longitud estimada del cráneo de 20 cm (7,8 pulgadas), el más grande registrado para un embolomero del Mississippiano. |          |
| Eucritta       | E. melanolimnetes | Caliza de East Kirkton | Cuatro esqueletos parciales y un cráneo aislado.                       | Un pequeño bafetoide con un mosaico de características de otros grupos de tetrápodos.Inicialmente identificado como un loxommátido sin nombre. |          |
| Kirktonecta    | K. milnerae       | Caliza de East Kirkton | Esqueleto casi completo de un individuo.                               | Un micro saurio acuático muy pequeño, parecido a un tritón, con tejido blando en la aleta caudal profunda. |          |
| Ophiderpeton   | O. kirktonense    | Caliza de East Kirkton | Cinco esqueletos parciales, incluyendo material craneal                | Un pequeño aistópodo, un tipo de tetrápodo sin patas parecido a una serpiente. |          |
| Silvanerpeton  | S. miripedes      | Caliza de East Kirkton | Nueve esqueletos parciales, incluyendo material craneal.               | Un pequeño "antracosaurio" con extremidades cortas. |          |
| Westlothiana   | W. lizziae        | Caliza de East Kirkton | Dos esqueletos casi completos.                                         | Un reptilomorfo pequeño y delgado.Cuando se descubrió el espécimen holotipo, "Lizzie", en 1988, se informó de que era el reptil más antiguo conocido(o, más precisamente, el amniota más antiguo conocido). Estudios posteriores lo han reinterpretado como un tetrápodo amniota primitivo cercano a los ancestros de los amniotasy/o los lepospondilos. |          |
| Temnospondyli  | Indeterminate     | Caliza de East Kirkton | Costillas aisladas.                                                    | Un temnospóndilo indeterminado de gran tamaño (aproximadamente 2 metros, 6,6 pies), posiblemente emparentado con Edops. |          |
| Termonerpeton  | T. makrydactylus  | Caliza de East Kirkton | Torso posterior parcialmente articulado único                          | Un tetrápodo grande parecido al "antracosaurio", con una pata similar a la del Eldeceeon y los amniotas. |          |

### Peces
Aunque pocas especies de peces de East Kirkton han sido descritas formalmente, la información disponible sugiere que el lago East Kirkton albergaba un ecosistema de agua dulce muy diverso. Entre los tipos de cuerpo observados en los peces de East Kirkton se incluyen depredadores generalistas fusiformes (con forma de atún) y durofágos de cuerpo profundo (Eurynotus). La fauna piscícola es comparable a la de otros yacimientos de esquistos bituminosos del Mississippiano en Escocia. Solo el lecho de camarones de Granton, un entorno totalmente marino, carece de peces de agua dulce y tetrápodos.
Además de los fósiles directos de peces, también se han encontrado coprolitos en varias capas cerca de la transición entre la lutita de Little Cliff y la caliza de East Kirkton. Son comunes los coprolitos pequeños en forma de bolita, bala o cigarro, que a menudo contienen conchas de ostrácodos y, en un caso, fragmentos de huesos. Una masa irregular, que contiene ostrácodos y fragmentos de plantas, podría ser un regurgitado. Los coprolitos alargados en espiral son más raros y habrían sido producidos por elasmobranquios similares a los tiburones modernos. Los coprolitos irregulares o en forma de hebra pueden haber sido producidos por tetrápodos, aunque no se puede descartar que sean de peces. Los enormes cúmulos de granos fosfatizados probablemente fueron producidos por grandes euriptéridos omnívoros como Hibbertopterus o, menos probablemente, por grandes peces rizodontes.

### Peces óseos
| Género / Taxón | Especie       | Estrato                                                       | Material | Notas | Imágenes |
| -------------- | ------------- | ------------------------------------------------------------- | --- | --- | -------- |
| Actinopterygii | Sin nombre    | Caliza de East Kirkton, esquisto de Little Cliff, Geikie Tuff | Numerosas escamas aisladas, cuatro esqueletos parciales (dos de los cuales pueden ser juveniles) y un maxilar aislado. | Al menos cinco especies diferentes sin nombre de actinopterigios (peces con aletas rayadas), etiquetadas de la A a la E. Comparables a "Rhadinichthys"(especies A y B), Elonichthys (juveniles), Mansfieldiscus (especie C), Mesopoma (especie D) y Cosmoptychius (especie E). |          |
| Eurynotus      | E. sp.        | Caliza de East Kirkton, esquisto de Little Cliff              | Cinco especímenes, incluido un esqueleto semicompleto.                                                                 | Actinopterigio platisómido de cuerpo bastante profundo y dieta durofágica. Mide hasta 9,6 cm de longitud, sin contar la cabeza ni la aleta caudal. |          |
| Rhizodontida   | Indeterminado | Esquisto de Little Cliff                                      | Una mancha de escamas.                                                                                                 | Rizodonto depredador de gran tamaño, posiblemente de hasta 5 m de longitud. |          |

| Género / Taxón | Especie       | Estrato                                          | Material                                                                                                   | Notas                                                                      | Imágenes |
| -------------- | ------------- | ------------------------------------------------ | --- | -------------------------------------------------------------------------- | -------- |
| Acanthodidae?  | Indeterminado | Esquisto de Little Cliff, Geikie Tuff            | Tres ejemplares: un esqueleto desarticulado y fragmentos de una espina de aleta y de una cintura pectoral. | Pequeño acantodiforme similar a Acanthodes,Acanthodopsis o Howittacanthus. |          |
| Climatiidae?   | Indeterminado | Geikie Tuff                                      | Placa ósea única.                                                                                          | Un posible climátido de supervivencia tardía similar a Climatius.          |          |
| Diplodoselache | D. woodi?     | Caliza de East Kirkton, esquisto de Little Cliff | Tres dientes.                                                                                              | Un "tiburón" xenacanto (elasmobranquio).                                   |          |
| Tristychius    | T. arcuatus?  | Caliza de East Kirkton, esquisto de Little Cliff | Espinas de las aletas (dos completas y seis fragmentarias) de hasta 4 cm de longitud.                      | Un "tiburón" hipodonto (elasmobranquio).                                   |          |

### Invertebrados
Aparte de los artrópodos, otros invertebrados identificados son los ostrácodos de agua dulce (Carbonita) y los bivalvos (¿Curvirimula?). Es probable que los ostrácodos constituyeran la base de la cadena alimentaria acuática, ya que se han encontrado como contenido estomacal en varios fósiles de peces y tetrápodos.
| Género / Taxón  | Especie         | Estrato                                          | Material                                                                                     | Notas | Imágenes |
| --------------- | --------------- | ------------------------------------------------ | -------------------------------------------------------------------------------------------- | --- | -------- |
| Brigantibunum   | B. listoni      | Piedra caliza de East Kirkton                    | Muestra parcial única comprimida.                                                            | Pequeño recolector (Opiliones) con patas muy largas y delgadas, posiblemente miembro del suborden Eupnoi. |          |
| Hibbertopterus  | H. scouleri     | Piedra caliza de East Kirkton                    | Ejemplares parcialmente articulados y fragmentos aislados                                    | Un euriptérido semiterrestre masivo, con un caparazón de hasta 65 cm (26 pulgadas) de diámetro. Algunos ejemplares se habían clasificado anteriormente en los géneros Cyrtoctenus y Dunsopterus.                                         |          |
| Myriapoda       | Sin nombre      | Piedra caliza de East Kirkton                    | Múltiples especímenes, seis de los cuales están suficientemente completos para describirlos. | Al menos tres especies de artrópodos con muchas patas, incluido un posible glomérido (milpiés babosa), otro milpiés con ozoporos (glándulas odoríferas) y un putativo miriápodos no milpiés.                                             |          |
| Pulmonoscorpius | P. kirktonensis | Caliza de East Kirkton, esquisto de Little Cliff | 16 especímenes completos y cientos de fragmentos de cutícula.                                | Gran escorpión basal de hasta 70 cm (28 pulgadas) de longitud, el mayor escorpión terrestre conocido. Dos especímenes distintivos pueden representar especies adicionales de Pulmonoscorpius.Inicialmente reportado como Gigantoscorpio. |          |
| Scorpionida     | Indeterminado   | Caliza de East Kirkton, esquisto de Little Cliff | Fragmentos de cutícula.                                                                      | Al menos dos especies de escorpiones indeterminados, entre ellos un "arqueoctonoide" acuático y un "ortosterno" terrestre. Al parecer, un trozo de cutícula de escorpión albergaba un ácaro.                                             |          |

### Plantas
Los fósiles vegetales de East Kirkton son fragmentarios pero diversos, y en la caliza de East Kirkton son comunes pequeños fragmentos de fusain (carbón fosilizado).La zona era probablemente un bosque o un bosque abierto frecuentado por incendios forestales. Hay pocas plantas acuáticas aparte de las laminaciones de algas, y los fragmentos de licopsidos (un indicador de bosques pantanosos) sólo son comunes en la toba de Geikie. Los bosques circundantes eran probablemente más secos durante la sedimentación de la lutita de Little Cliff y de la caliza de East Kirkton. La flora de East Kirkton es bastante típica de la Escocia viseense, la mayoría de las especies encontradas aquí han sido citadas anteriormente en el valle de Midland.
La madera de gimnosperma y las hojas de helecho (particularmente Spathulopteris y Sphenopteridium) son los fósiles vegetales más comunes en East Kirkton. Estas plantas también abundan en Weaklaw, un yacimiento de cenizas volcánicas de edad Viseense en East Lothian. No se sabe con certeza si esta similitud revela una preferencia por las zonas volcánicas o simplemente una bioestratigrafía más amplia.
Los fósiles vegetales se han fosilizado a través de varias vías químicas diferentes. En la caliza de Kirkton oriental, partes robustas de plantas, como ramas de gimnospermas y raíces de Stigmaria, se conservan a menudo por permineralización (petrificación). Durante la permineralización, la materia orgánica original es sustituida secuencialmente por sílice y/o carbonato arrastrados por aguas subterráneas alcalinas. Más comúnmente, el calor y la presión comprimen la materia orgánica en películas carbonosas. Estas compresiones carbonificadas de madera y follaje pueden encontrarse prácticamente en todas las capas del yacimiento. Algunos fósiles están a la vez comprimidos y permineralizados, sobre todo en las capas superiores (unidades 44-48) de la caliza de Kirkton Oriental.

### Gimnospermas
| Género / Taxón | Especie          | Estrato                       | Notas                                                                     |
| -------------- | ---------------- | ----------------------------- | ------------------------------------------------------------------------- |
| Bilignea       | B. solida        | Piedra caliza de East Kirkton | Tallos o ramas leñosas de gimnospermas de hasta 3,5 cm de diámetro.       |
| Eristophyton   | E. fasciculare   | Piedra caliza de East Kirkton | Ramas de gimnosperma leñosa común de hasta 6 cm de diámetro.              |
| Lyginorachis   | L. kingswoodense | Piedra caliza de East Kirkton | Tallos de gimnosperma.                                                    |
| Lyginorachis   | L. spp.          | Piedra caliza de East Kirkton | Tallos de gimnosperma.                                                    |
| Pitus          | P. withamii      | Piedra caliza de East Kirkton | Troncos leñosos arborescentes de gimnospermas de hasta 50 cm de diámetro. |
| cf. Protopitys | cf. scotica      |                               | Una rama aislada de progimnosperma.                                       |
| Stanwoodia     | S. kirktonensis  | Piedra caliza de East Kirkton | Tallos o ramas leñosas de gimnospermas de hasta 3 cm de diámetro.         |

### Licópidos
| Género / Taxón   | Especie      | Estrato                                          | Notas                                                                                        |
| ---------------- | ------------ | ------------------------------------------------ | -------------------------------------------------------------------------------------------- |
| Lepidocarpon     | L. wildianum |                                                  | Conos fragmentarios de licopsido.                                                            |
| Lepidodendron    | L. sp.       | Esquisto de Little Cliff, toba Geikie            | Troncos fragmentarios de licopsidos.                                                         |
| Lepidophloios    | L. sp.       | Piedra caliza de East Kirkton                    | Tallos fragmentarios de licopsidos.                                                          |
| Lepidophylloides | L. sp.       |                                                  | Hojas fragmentarias de licopsido.                                                            |
| Lepidostrobus    | L. sp.       | Esquisto de Little Cliff                         | Conos fragmentarios de licopsido.                                                            |
| Lycopsida        |              | Caliza de East Kirkton, esquisto de Little Cliff | Hojas y esporófilos de Lycopsid referibles a Lepidophyllum, Cyperites y Lepidostrobophyllum. |
| Stigmaria        | S. sp.       | Caliza de East Kirkton, toba de Geikie           | Raíces fragmentarias de licopsido.                                                           |

### Helechos
| Género / Taxón   | Especie            | Estrato                                          | Notas                                          |
| ---------------- | ------------------ | ------------------------------------------------ | ---------------------------------------------- |
| Adiantites       | A. antiquus        | Piedra caliza de East Kirkton                    | Fragmentos de fronda de helecho.               |
| Adiantites       | A. macahenkii      | Piedra caliza de East Kirkton                    | Fragmentos de fronda de helecho.               |
| Archaeopteridium | A. cf. tschermakii | Piedra caliza de East Kirkton                    | Fragmentos de fronda de helecho.               |
| Botryopteris     | B. cf. antiqua     |                                                  | Pequeños fragmentos de tallo de helecho.       |
| Diplothmema      | D. sp.             | Piedra caliza de East Kirkton                    | Fragmentos de fronda de helecho.               |
| Rhodea           | R. gigantea        | Piedra caliza de East Kirkton                    | Grandes frondas de helecho común.              |
| Rhodea           | R. sp.             | Piedra caliza de East Kirkton                    | Grandes frondas de helecho común.              |
| Spathulopteris   | S. decomposita     | Piedra caliza de East Kirkton                    | Frondas, hojas y pínnulas de helechos comunes. |
| Spathulopteris   | S. dunsii          | Piedra caliza de East Kirkton                    | Frondas, hojas y pínnulas de helechos comunes. |
| Spathulopteris   | S. obovata         | Piedra caliza de East Kirkton                    | Frondas, hojas y pínnulas de helechos comunes. |
| Sphenopteridium  | S. crassum         | Piedra caliza de East Kirkton                    | Frondas, hojas y pínnulas de helechos comunes. |
| Sphenopteridium  | S. pachyrrachis    | Piedra caliza de East Kirkton                    | Frondas, hojas y pínnulas de helechos comunes. |
| Sphenopteris     | S. affinis         | Caliza de East Kirkton, esquisto de Little Cliff | Hojas y pínnulas de helecho.                   |
| Sphenopteris     | S. clavigera       | Piedra caliza de East Kirkton                    | Hojas y pínnulas de helecho.                   |
| Sphenopteris     | S. cf. fragilis    | Piedra caliza de East Kirkton                    | Hojas y pínnulas de helecho.                   |

Cola de caballo
| Género / Taxón   | Especie       | Estrato                       | Notas                                                 |
| ---------------- | ------------- | ----------------------------- | ----------------------------------------------------- |
| Archaeocalamites | A. sp.        |                               | Tallos fragmentarios de esfenópido (cola de caballo). |
| Sphenopsida      | Indeterminado | Piedra caliza de East Kirkton | Tallos, hojas y conos de cola de caballo.             |